# Amuesha

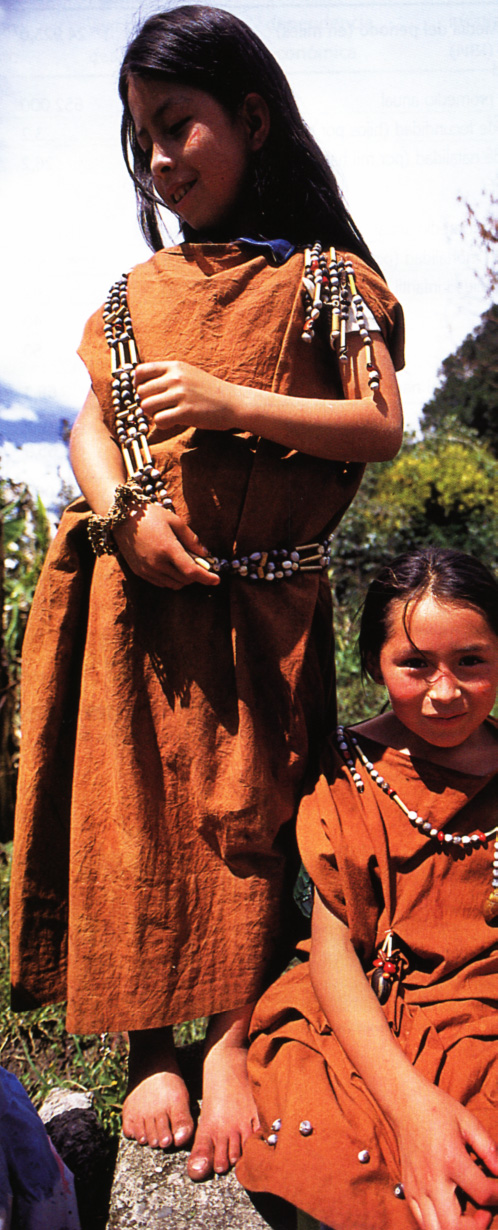
Ragazze Yanesha' dell'amazzonia peruviana.

Gli Yanesha o Amuesha (nome con cui furono erroneamente chiamati dai primi antropologi) sono un gruppo etnico che abita la foresta amazzonica peruviana. Attualmente il censimento stabilisce l'esistenza di circa 10000 persone che vivono in 33 comunità nella provincia di Puerto Inca, regione di Huánuco, provincia di Chanchamayo, regione di Junín, e provincia di Oxapampa, regione di Pasco. Sono un gruppo relativamente piccolo e comprendono il 2,91% del totale della popolazione nell'amazzonia peruviana. Le loro comunità si trovano tra i 200 e i 1600 metri di altitudine e presso diversi fiumi come il Pichis, Palcazu, Pachitea, Huancabamba, Cacazú, Chorobamba, e lo Yurinaqui.

## Storia
Gli Yanesha (che non amano la connotazione Amuesha, erroneamente affibbiata loro dai primi antropologi che li studiarono), parlano la lingua Yanesha', una lingua del gruppo Arawak, della famiglia Maipureana che comprende anche Asháninka, Yine, e altre. Il termine YANESHA significa "noi la gente". I loro primi contatti con gli europei avvennero quando dei frati spagnoli giunsero nella regione, che nella seconda metà del XVI secolo fecero una incursione nella regione. Ma solo nel XVIII secolo i frati, questa volta Francescani, riuscirono a stringere una stabile relazione con gli Yanesha ed altri gruppi indigeni che vivevano nella zona. Padre Francisco de San José fondò diverse missioni presso Cerro de la Sal e Quimiri per convertire la popolazione indigena al Cristianesimo. Comunque, nel 1742, gli indigeni comandati da Juan Santos Atahualpa si ribellarono contro gli spagnoli e distrussero delle missioni, tagliando così i contatti per alcuni decenni. Atahualpa raduno' i ribelli presso le miniere di sale di Cerro de la Sal, nei pressi dell'attuale Villa RIca, luogo nel quale, de migliaia di anni, Yanesha ed altre etnie si incontravano pacificamente per scambiare mercanzie, cibo e contrarre matrimoni misti. Da allora il Cerro de la Sal è considerato un luogo sacro per la cultura Yanesha.
Nel XIV secolo la zona abitata dai Yanesha venne esplorata di nuovo da cercatori che volevano trovare nuove rotte per la bassa amazzonia.
L'arrivo degli europei rappresentò per gli Yanesha' una grande perdita di territorio e un cambio drammatico negli usi e costumi; vennero raggruppati in città e la loro terra diventò proprietà di coloni. A causa di questa situazione essi formarono una organizzazione professionale: il congresso Amuesha. Questo diventò in seguito la Federazione Yanesha'. La Legge delle Comunità Indigene (La Ley de Comunidades Indígenas), promulgata nel 1974, riparò in parte la situazione degli Yanesha' ridando loro alcuni territori.
Gli Yanesha' un tempo vivevano di caccia, pesca e agricoltura di sussistenza, in tempi moderni si spostarono molto verso l'agricoltura, specie sul caffè, cacao e annatto. La creazione di oggetti di ceramica è diventata una fonte di reddito. In ambito agricoltura, la comunita' nativa Yanesha di Tsachopen, situata a 1900mt slm a 9Km dalla capitale provinciale di Oxapampa, si distacca in quanto al suo interno è nato il primo progetto mondiale di produzione di specialty coffee applicando le etiche, principi e tecniche della permacultura. Il progetto, interamente finanziato dalla associazione no profit 7Elements Peru e nato nel 2018, vede coinvolte numerose famiglie della comunita' di Tsachopen e delle cittadine di Huancabamba, Torrebamba e Villa Rica. 
Nel 1988, un territorio di oltre 34.774 ettari è stato messo a disposizione per la Riserva Comune Yanesha', per proteggere la fauna che serve per la sussistenza delle comunità indigene nella zona.
Nel 2006 la popolazione Yanesha, con la coordinazione della Federazione di propria rappresentanza (FECONAYA, Federacion Comunidades Nativas Yanesha) ha deciso di prender parte ad un progetto di cooperazione audiovisuale, girando il primo documentario auto raccontato sulla propria etnia e successivamente un documentario-corto , premiato con il premio Arcoiris TV come documentario più votato dal pubblico al quinto Festival Audiovisivo della Biodiversità di Roma. Il progetto, con il nome di "En la Selva 2006", fu patrocinato, tra gli altri, dall'Università di Bologna, dalla Facoltà di Agraria dell'università' di Padova e dalla ONG peruviana Pronaturaleza;  tra gli outcomes del progetto anche la prima e unica mostra etnografica mai realizzata sul popolo Yanesha al di fuori del Peru,  tenutasi dal 19 al 25 marzo 2007 presso il Museo di Zoologia dell'UNIBO.

## Organizzazione politica
Tradizionalmente gli Yanesha erano suddivisi in clan famigliari, come la maggior parte dei gruppi di origine Arawak. Ogni clan famigliare era guidato da un Cornesha, il quale poteva avere un numero vario di donne/spose. Tra i vari clan famigliari intercorrevano relazioni di differente grado parentelare, spesso rafforzato tra matrimoni combinati tra persone di gruppi o comunità differenti. Questa basica organizzazione venne completamente stravolta dalla forzata adozione dei costumi occidentali soprattutto dal secondo dopoguerra sino agli anni 90. Oggi gli Yanesha sono rappresentati dalla Federazione delle Comunità'Native Yanesha, organizzazione riconosciuta dallo stato peruviano. La FECONAYA e'presieduta dal Cornesha, che oggi viene eletto democraticamente dal congresso nazionale delle varie comunità e resta in carica tre anni. Per eleggere il Cornesha le varie comunità propongono dei candidati che devono verbalmente presentare il proprio programma triennale di fronte all'assemblea dei delegati delle 33 comunità. Una volta eletto il Cornesha, questo scegli i propri "segretari", che svolgono funzioni simili a quelle di un ministro per le varie aree di competenza. I segretari sono in tutto sei: Segretario Generale, Segretario alla Difesa, Segretario alla Cultura, Segretario delle Donne, Segretario del Turismo, Segretario dell'Economia; come il Cornesha restano in carica tre anni.
Durante i tre anni di carica, la giunta direttiva del FECONAYA si occupa sia di gestire gli "affari interni", delle comunità, sia di rappresentare le richieste e i diritti di queste di fronte alle autorità centrali del governo peruviano. Il FECONAYA inoltre rappresenta l'etnia Yanesha presso le Organizzazioni trans-nazionali quali il CONAP (Confederazione Nazionalita'Amazzoniche Peruviane), l'AIDESEP o altre confederazioni peruviane o trans-Amazzoniche.